# Biroia cameroni
Biroia cameroni är en stekelart som först beskrevs av Günther Enderlein 1920.  Biroia cameroni ingår i släktet Biroia och familjen bracksteklar. Inga underarter finns listade.